# Saint-Hilaire-le-Grand
Saint-Hilaire-le-Grand ist eine französische Gemeinde mit 359 Einwohnern (Stand 1. Januar 2022) im Département Marne in der Region Grand Est. Sie gehört zum Kanton Argonne Suippe et Vesle.

## Geographie
Die Gemeinde Saint-Hilaire-le-Grand liegt an der Suippe, 35 Kilometer ostsüdöstlich von Reims.

## Geschichte

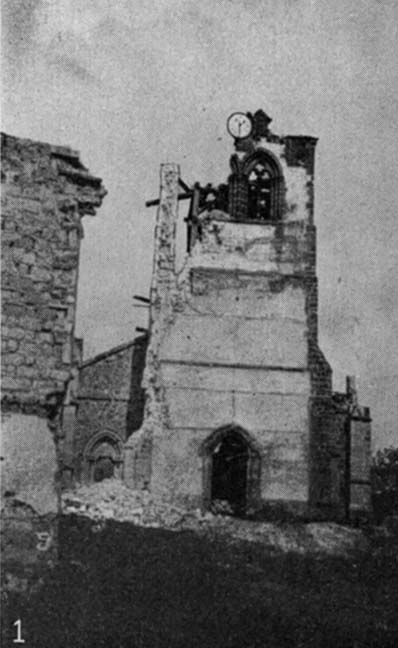
Zerstörte Kirche mit hängender Uhr im Jahr 1917

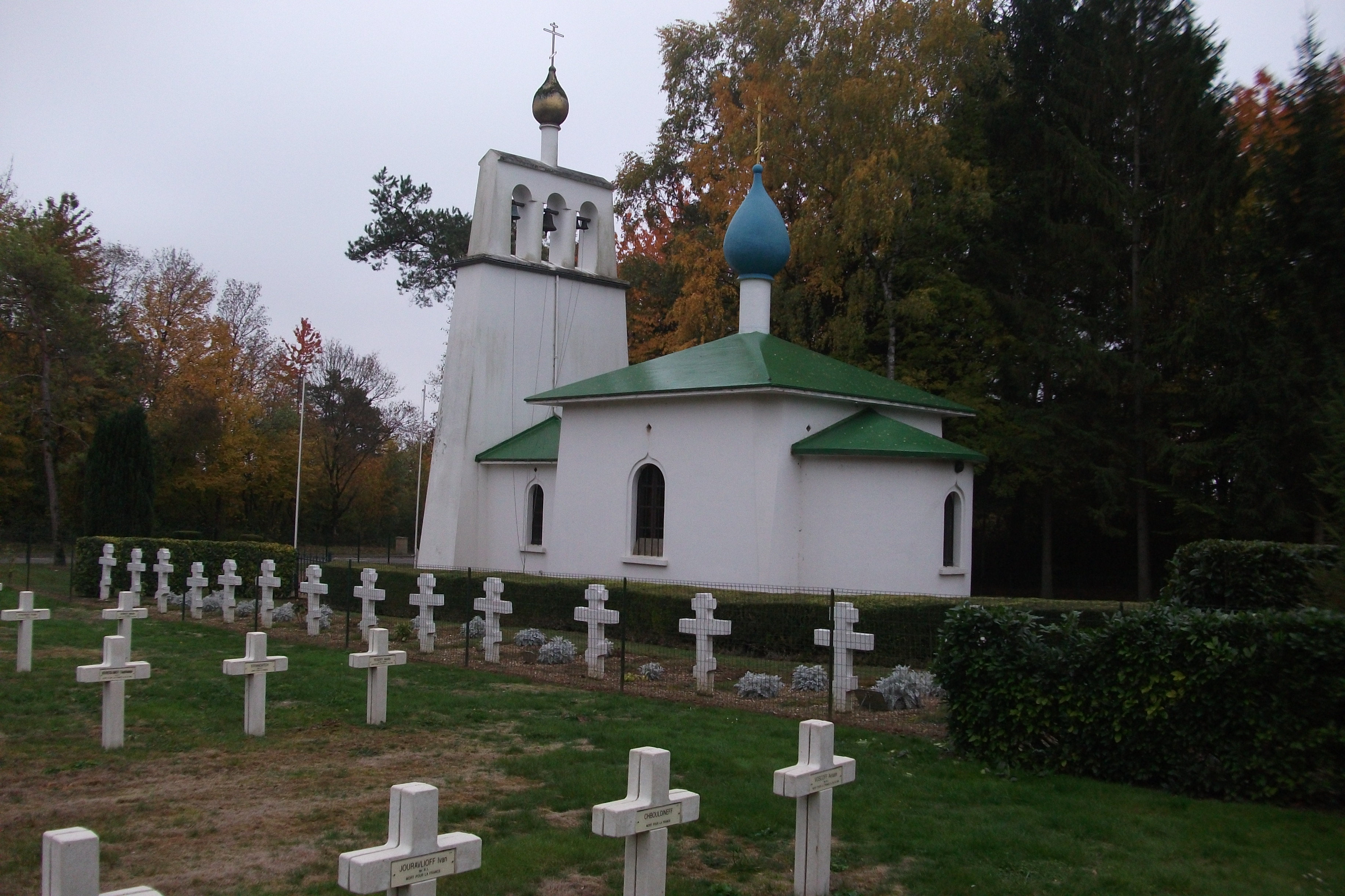
Russischer Soldatenfriedhof mit Kapelle

Die Region war schon in römischer Zeit besiedelt, worauf noch einige bauliche Zeugnisse verweisen. Schwere Zerstörungen erlitt der Ort im Ersten Weltkrieg, da in unmittelbarer Nähe über längere Zeit große Kampfhandlungen stattfanden. Nachdem deutsche Truppen Anfang September 1914 die Region besetzt hatten, zogen sie sich dann nach der Schlacht an der Marne wieder über die Marne nach Norden zurück und legten ab 13. September 1914 nördlich des Dorfes Stellungen an. Es kam zu teils heftigen Stellungskämpfen.
Die Kirche des Dorfes wurde im Laufe des Krieges schwer zerstört. Die Ruine war bekannt wegen der an höchster Stelle hängengebliebenen Kirchturmuhr. 1925 wurde die Kirche wieder aufgebaut. Im Ort befindet sich ein Soldatenfriedhof für russische Soldaten, die im Ersten Weltkrieg in diesem Bereich an französischer Seite kämpften. Hier entstand 1937 eine russisch-orthodoxe Kapelle.

## Bevölkerungsentwicklung
| Jahr                       | 1962 | 1968 | 1975 | 1982 | 1990 | 1999 | 2007 | 2018 |
| -------------------------- | ---- | ---- | ---- | ---- | ---- | ---- | ---- | ---- |
| Einwohner                  | 335  | 335  | 310  | 327  | 276  | 309  | 326  | 370  |
| Quellen: Cassini und INSEE |      |      |      |      |      |      |      |      |